# Eriogonum lobbii
Eriogonum lobbii är en slideväxtart som beskrevs av Torr. & Gray. Eriogonum lobbii ingår i släktet Eriogonum och familjen slideväxter. Utöver nominatformen finns också underarten E. l. lobbii.